# Rifugio Segantini
Das Rifugio Giovanni Segantini Val d’Amola oder nur Rifugio Segantini (deutsch Segantinihütte) ist eine Schutzhütte der Società degli Alpinisti Tridentini (SAT) in der Adamello–Presanella-Gruppe im Trentino. Die in der Regel von Mitte Juni bis Mitte September sowie in der Wintersaison geöffnete Hütte verfügt über 48 Schlafplätze sowie einen Winterraum mit 8 Betten. Sie ist nicht zu verwechseln mit der ebenfalls nach Giovanni Segantini benannten Segantinihütte bei Pontresina in der Schweiz.

## Lage und Umgebung
Die Schutzhütte liegt im oberen Val d’Amola einem westlichen Seitental des Val Nambrone, durch das die Sarca di Nambrone fließt, einer der drei Quellflüsse der Sarca. Von der auf 2373 m s.l.m. Höhe gelegenen Hütte bietet sich bei guter Sicht ein einzigartiger Ausblick auf die zentrale Brentagruppe. Sie ist unter anderem Ausgangspunkt für die Besteigung der Cima Presanella. Nur wenige Meter vom Rifugio entfernt befindet sich eine kleine 1971 errichtete Kapelle zum Gedenken an die Opfer des Flugunfalls von 1956 an der nördlich des Rifugio gelegenen Cima Giner 2957 m s.l.m., bei der alle 21 Personen an Bord den Tod fanden.

## Geschichte
Das Rifugio Segantini war die dritte vom SAT errichtete Hütte und wurde 1901 eröffnet. Sie wurde zu Ehren des wenige Jahre zuvor verstorbenen Trentiner Malers Giovanni Segantini benannt. Diese erste würfelförmige Hütte wurde im Laufe des Ersten Weltkrieges zuerst von Soldaten und dann von der einheimischen Bevölkerung geplündert. Da sie nicht unmittelbar in Frontnähe lag, war sie nicht weiter von militärischen Interesse. Nach Ende des Krieges wurde die Schutzhütte vom Trentiner Bergsteigerverein wieder in Stand gesetzt und diente bis in die 1970er Jahres als Rifugio. Nach der Nutzung des naheliegenden Lago di Cornisello im Val Nambrone für die Stromerzeugung und dem Bau einer Zufahrtsstraße durch die Enel Ende der 1960er Jahre verkürzten sich die Gehzeiten zur Hütte wesentlich, so dass sich der SAT zum Bau einer neuen und größeren Schutzhütte neben dem alten Gebäude entschloss. Das neue Rifugio konnte schließlich 1977 eröffnet werden. Anfang der 1990er Jahre wurde die alte und neue Hütte renoviert.

## Zugänge
- Von der Brücke über die Sarca Nambrone an der SS 239, 938 m, im Val di Genova ⊙ auf Forststraße dann Weg 211 in 4 Stunden 15 Minuten
- Von der Mandra Larici, 1911 m, ⊙ auf Weg 211 in 1 Stunde 30 Minuten

## Nachbarhütten und Übergänge
- Zum Bivacco Roberti im Val Nardis, 2204 m ⊙ in 2 Stunden 45 Minuten
- Zum Rifugio Denza, 2298 m ⊙ in 7 Stunden
- Zum Rifugio Cornisello, 2120 m ⊙ in 1 Stunde 15 Minuten
- Zum Bivacco Jack Canali im Val di Bon, 2480 m ⊙ in 5 Stunden
- Zum Bivacco Cima Presanella “Brigata Orobica”, 3382 m ⊙ in 4 Stunden